# Deyvid Oprja
Deyvid Oprja (né le 17 février 1982 à Talinn) est un skieur alpin estonien spécialiste des épreuves techniques.
Il a participé aux Jeux olympiques d'hiver de 2006 et de 2010.